# Ostrov sokrovišč (film 1988)
Ostrov sokrovišč (Остров сокровищ, lett. L'isola del tesoro) è un film d'animazione per la televisione del 1988 diretto da David Čerkasskij e tratto dal romanzo L'isola del tesoro di Robert Louis Stevenson. 

## Trama
In una notte piovosa, giunge alla locanda Ammiraglio Benbow (Адмирал Бенбоу, Admiral Benbou) il "Capitano" Billy Bones, un lupo di mare alcolizzato e raffreddato che porta con sé un forziere e il suo gatto. Accolto dal giovane Jim Hawkins, il capitano trascorre alcuni giorni alla locanda avvertendo il ragazzo a prestare attenzione a un tizio con una gamba sola. Durante il soggiorno, Bones riincontra Cane Nero, un pirata poco raccomandabile che intende impossessarsi del forziere, venendo cacciato a suon di botte. Dopo lo scontro, Billy ha un ictus e Jim chiama immediatamente il dottor Livesey, vecchio amico di famiglia; questi conclude che se Billy continuerà a bere rum trapasserà ben presto.
Il giorno dopo arriva alla locanda un altro individuo pericoloso, Pew il cieco, il quale, costringe con l'inganno Jim a farsi portare dal capitano, al quale consegna "la macchia nera", indicante una vera e propria condanna a morte entro poche ore per decisione ed esecuzione di chi la consegna. Quella sera stessa, mentre Bones beve un ultimo sorso di rum prima di scappare e poi morire nella locanda, lascia il forziere a Jim avvertendolo di scappare dai pirati in arrivo. Recuperato il forziere, Jim fugge di soppiato dalla locanda, dove ben presto arriva una ciurma di pirati comandati da Pew il cieco i quali, non trovando il forziere e vedendo Jim in fuga a cavallo, tentano di seguirlo lasciando indietro Pew, che inciampa dentro un barile e rotola in mare, annegando.
Intanto Jim, giunto a casa del dottor Livesey, conosce l'ammiraglio Trelawney, amico del dottore, e insieme scoprono che nel forziere del capitano Bones è custodita la mappa del leggendario tesoro del famigerato capitano Flint. I tre si recano quindi a Bristol, dove, in una locanda, conoscono il cuoco ed ex marinaio John Silver un uomo che cammina con una stampella perché gli manca una gamba, il quale assicura ai tre di fornire loro la migliore nave, capitano ed equipaggio disponibili per raggiungere l'isola dov'è nascosto il tesoro (Trelawney infatti ha imprudentemente spifferato il loro intento). La nave scelta è la goletta Hispaniola (Испаньола, Ispan'ola), comandata dal regio ufficiale capitano Smollett, il quale avverte fin da subito i tre protagonisti del fatto che non vede di buon occhio l'equipaggio.
Durante il viaggio, Jim fa il mozzo e diventa amico di Silver. Una notte, il ragazzo si infiltra e ascolta una riunione dell'intero equipaggio, che scopre essere una ciurma di pirati comandata da Silver, intenzionata a impossessarsi della nave e del tesoro ammutinandosi e impossessandosi delle armi a bordo. Il giorno dopo, raggiunta l'isola, Jim rivela quanto scoperto e decide di scendere a terra con parte dell'equipaggio per poi nascondersi, dove assiste con orrore all'uccisione per mano di Silver di un marinaio rimasto fedele al capitano Smollett. Durante l'esplorazione Jim si imbatte in Ben Gunn, un ex-pirata del capitano Flint abbandonato dai suoi compagni mentre cercavano il tesoro, invano. Ben lo ha tuttavia trovato e ammette di poterlo scambiare per del formaggio e il ritorno alla civiltà.
Nel frattempo il capitano Smollett, il dottor Livesey e l'ammiraglio Trelawney riescono a scendere a terra su una scialuppa e scappare in un fortino sull'isola schivando le cannonate dei pirati rimasti a bordo, uno dei quali addirittura brandisce il cannone come una mitragliatrice prendendo fuoco e un suo compagno, nel tentativo di spegnerlo con un gavettone, lo "tempra" accidentalmente, incenerendolo. Jim raggiunge i compagni al fortino, dove arriva anche la ciurma nemica e Silver tenta invano di negoziare con il capitano e inizia una battaglia furiosa al termine della quale i diciannove pirati subiscono pesanti perdite umane, Jim li affronta addirittura a suon di karate e annega un muscoloso costruendo un vero e proprio razzo.
Quella stessa notte, Jim decide di salire di nascosto sull'Hispaniola per nasconderla affinché i pirati a bordo non possano usare i cannoni; durante l'impresa assiste ad una rissa ed elimina Israel Hands, l'unico rimasto sulla nave. Tornato al fortino, scopre che è stato preso dai pirati e viene fatto prigioniero. Il giorno dopo la ciurma parte in cerca del tesoro, ma raggiunto il punto subiscono un'imboscata tesa da Ben Gunn e gli altri protagonisti; tentando di fuggire, i pirati vengono fermati dal dottor Livesey, il quale li informa di una morte imminente dovuta a fumo e fiatone.
A questo punto si scopre che gli eventi a partire dalla cattura di Jim erano stati concordati da Silver e Livesey: il cuoco si era realmente affezionato al ragazzo e pur di salvare entrambi (Silver aveva infatti ricevuto la macchia nera dal suo stesso equipaggio) si era deciso di far catturare Jim per farli arrivare al luogo di sepoltura del tesoro che era stato trovato e nascosto da Ben Gunn e sorprenderli. Una volta tornati a Bristol Silver sarebbe stato processato ma il dottor Livesey gli avrebbe promesso uno sconto. Il tesoro viene caricato sulla nave da Jim, Smollett, Livesey, Trelawney, Ben e Silver, che viene chiuso sottocoperta per poi partire verso casa.

### Personaggi
- Jim Hawkins (Джимми Хокинс, tras. Džimmi Hokins)
- Dottor Livesey (Доктор Ливси, tras. Doktor Livsi)
- John Silver (Джон Сильвер, tras. Džon Sil'ver)
- Ammiraglio Trelawney (Аммиральо Трелони, tras. Ammiral'o Treloni)
- Capitano Smollett (Капитано Смоллетт, tras. Kapitano Smollett)
- Ben Gunn (Бен Ганн, tras. Ben Gann)
- Billy Bones (Билли Бонс, tras. Billi Bons)
- Cane Nero (Черный пес, tras. Černyj Pes)
- Pew il cieco (Слепой Пью, tras. Slepoj P'ju)

## Produzione
Il film è un direct-to-video prodotto dalla Kievnaučfil'm, una casa cinematografica sovietica situata a Kiev, nell'allora RSS Ucraina. È un live action interamente animato a mano diviso in due episodi dove ci sono delle sequenze in bianco e nero dove degli attori vestiti da pirati intrducono l'episodio e cantano inoltre delle canzoni educative sul non bere alcolici o fumare e l'importanza dell'esercizio fisico.

## Distribuzione
Il film è stato trasmesso direttamente in TV e non è mai uscito nelle sale. Negli Stati Uniti il film è stato distribuito nel 1992.

## Accoglienza
Il film ha raggiunto lo status di classico di culto subito dopo l'uscita.
Nell'agosto 2022, il personaggio del Dr. Livesey è diventato oggetto di un meme internazionale su internet a causa della sua andatura sicura, adattata per l'occasione sulla traccia phonk "Why Not" di Ghostface Playa.

## Opere derivate
- Nel 2005, lo studio di sviluppo di giochi ucraino Action Forms ha realizzato il gioco per PC Treasure Island. Allo sviluppo hanno partecipato il regista del film David Čerkasskij, così come i doppiatori originali Evgenij Paperniyj e Viktor Andrijenko e gli animatori e gli artisti dell'ex Kievnaučfil'm.